# 量販店
大卖场（英語：Hypermarket）又称为大賣場、霸级市场，是指結合了超市與百貨公司功能的大型商店，大賣場與其他大型商店一樣，通常專注於批量銷售，以低利潤銷售的商業模式經營。它們通常佔地5,000至15,000平方米，通常一次可提供200,000多種不同品牌的商品銷售。通常販售大量且多樣的南北貨及服裝，除了供零售商以較低價格鋪貨之外，也便於一般家庭採購一週生活所需。許多大型量販店除了供應食品、日常生活用品之外，尚有電器、3C、精品專櫃等其他分類項目，比起超級市場大上不少，通常設於偏遠地區，一般需要有停車場的設計，品項又比百貨公司便宜、實惠許多。
近年由於經濟環境變化的影響，例如網路購物的興起、超級市場逐步霸級化等，許多賣場獲利不佳，開始轉向多角化經營，有些以好市多等成功者為榜樣，強調會員制、舶來品、批發倉儲為主，專攻高品質合理價位的服務吸引固定客群，也有的回頭借鑑大型超級市場的精細經營手法，於郊區大量設點，因而各具地方特色，

## 各地量販店

### 美國

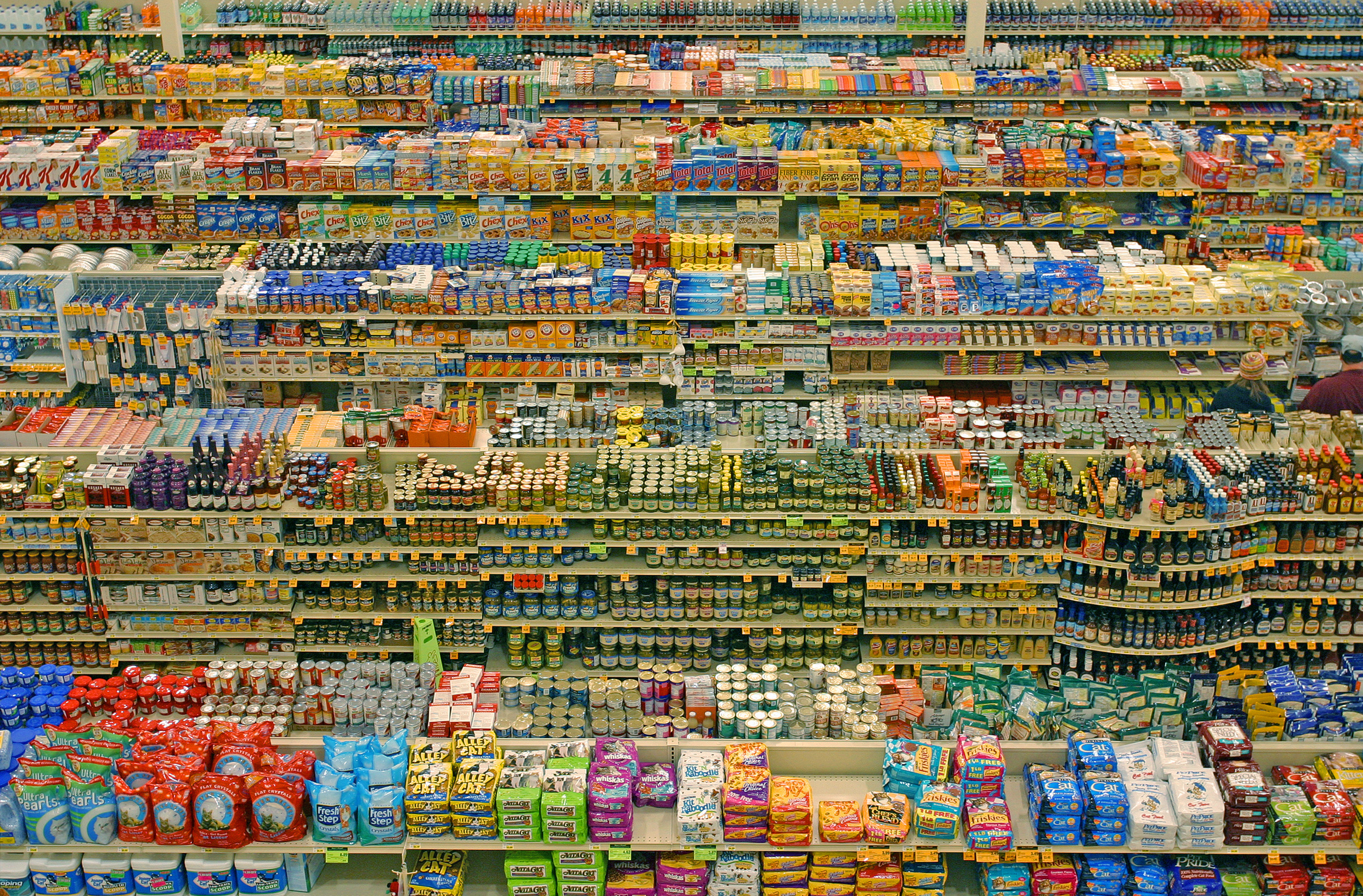
波特蘭的一家Fred Meyer量販

- 好市多（Costco）
- 沃爾瑪（Walmart）
- 家得寶（Home Depot）
- 山姆會員商店（Sam’s Club）

### 法國
- 家樂福（Carrefour）
- 歐尚（Auchan）

### 英國
- 特易購（Tesco）

### 德國
- 麥德龍（Metro AG）

### 臺灣

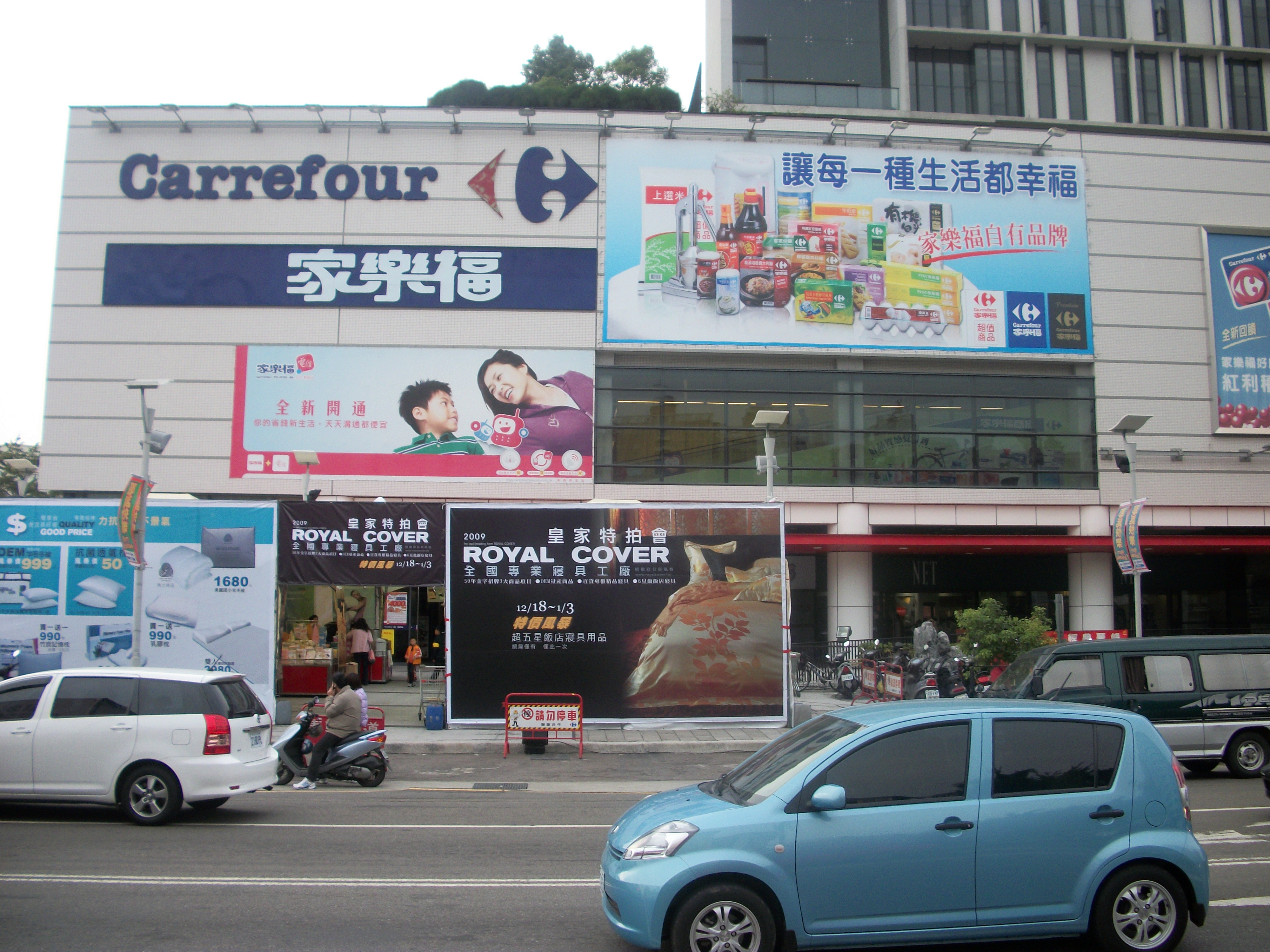
家樂福

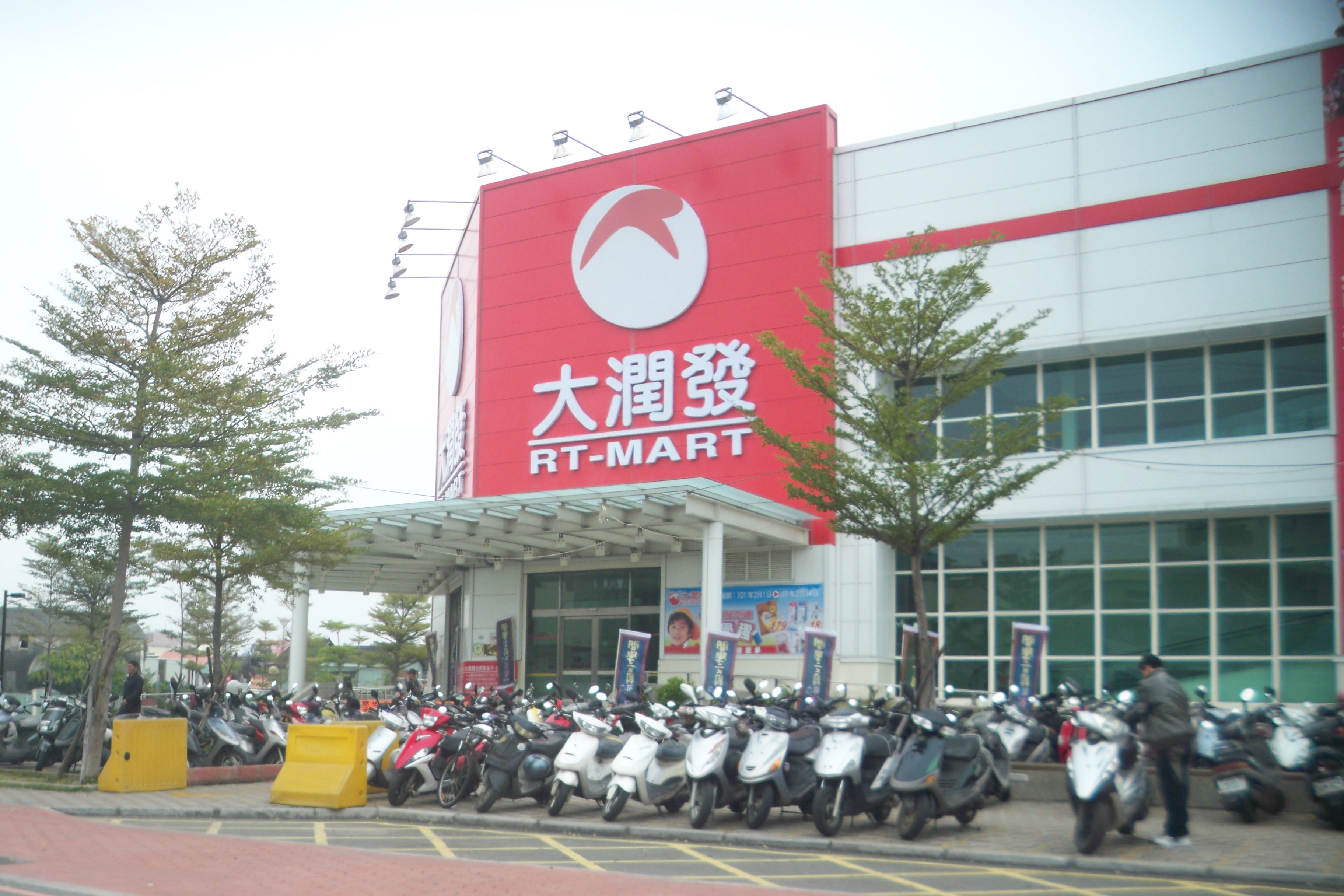
大潤發

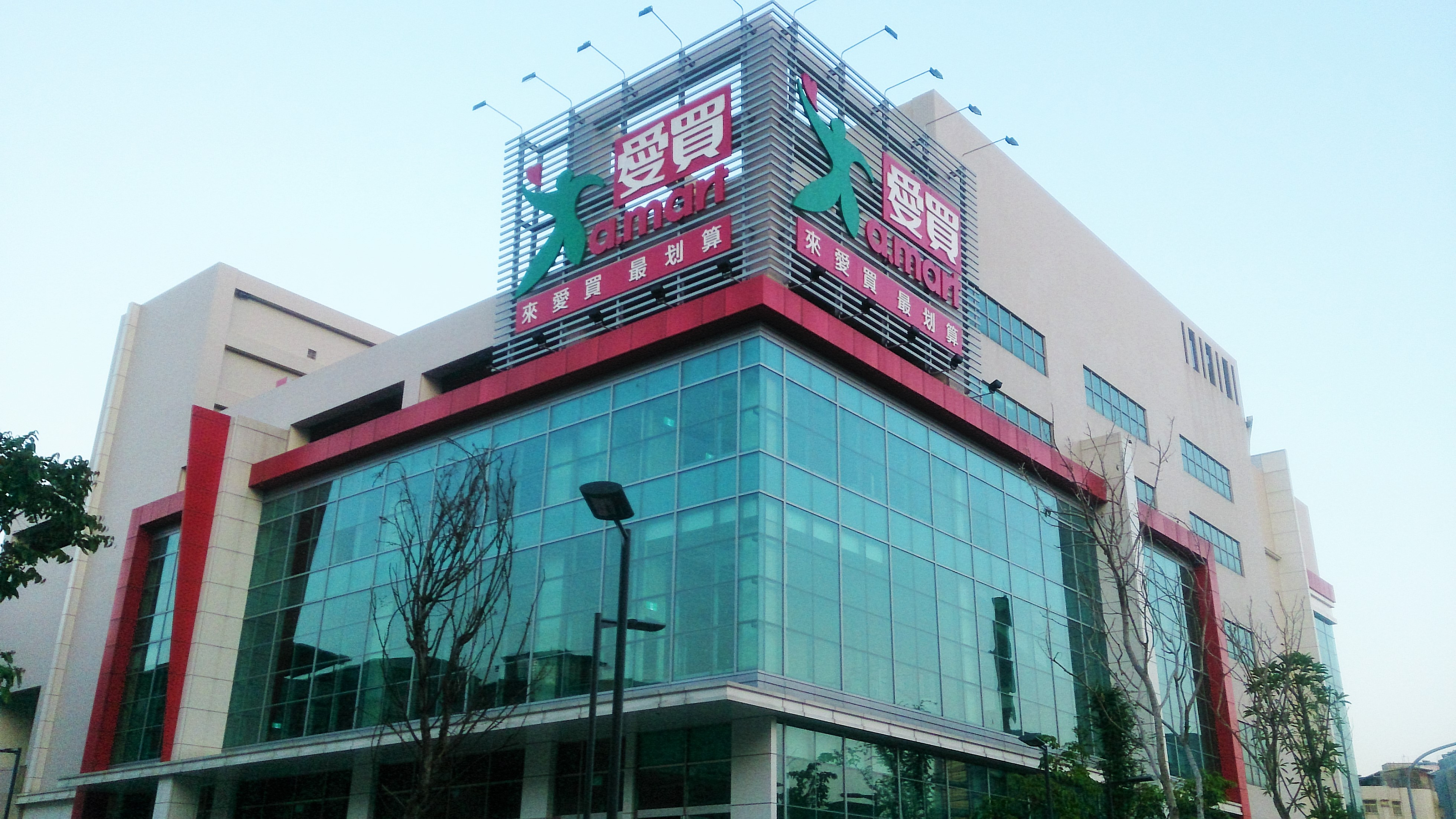
愛買

- 家樂福（Carrefour）：臺灣統一集團（2023年～）
- 大全聯（RT-MART）：臺灣全聯集團（2022年～）
- 美國好市多（COSTCO）（1997年～）[註 1]
- 愛買（a.mart）：臺灣遠東集團（1990年～）
- 大買家（Save & Safe）：臺灣中陽集團（1993年～）
- 大樂（Dollars）：臺灣大統集團（1992年～）

### 香港
- 永旺百貨（Æon）
- 惠康（Wellcome Superstore）
- 百佳（PARKnSHOP Superstore）